# Jaszczurka (singel)
Jaszczurka – pierwszy singel z debiutanckiego albumu Pati Yang o tym samym tytule. Singel zawierał wersję oryginalną utworu, wersję angielską o tytule "Soothe Me..." oraz jego drum'n'bassowy remiks. Do piosenki powstał teledysk w reżyserii Piotra Rzeplińskiego pokazujący nocne życie młodych ludzi.

## Lista utworów
| 1. | Jaszczurka                 | 03:50 |
|    |                            |       |
| 2. | Soothe me...               | 03:50 |
|    |                            |       |
| 3. | Jaszczurka VooDoo (remiks) | 06:16 |
|    |                            |       |
|    |                            | 13:56 |
|    |                            |       |